# Qualificazioni al campionato mondiale di calcio 1994 - CAF
Sono elencate di seguito le date e i risultati della zona africana (CAF) per le qualificazioni al mondiale del 1994.

## Formula
40 membri FIFA si contendono i tre posti messi a disposizione per la fase finale. Prima che si effettui il sorteggio le squadre del  Burkina Faso, del  Malawi, di  São Tomé e Príncipe e della  Sierra Leone si ritirano, quindi rimangono 36 team. Le qualificazioni si dividono in due turni:
- Primo turno - 9 gironi di qualificazione, con partite di andata e ritorno. La vincente del girone accede al secondo turno;
- Secondo turno - 3 gironi di qualificazione, con partite di andata e ritorno. La vincente del girone si qualifica alla fase finale.

## Primo Turno

### Gruppo A
| Data             | Luogo     | Squadra 1 | Risultato | Squadra 2 |
| ---------------- | --------- | --------- | --------- | --------- |
| 9 ottobre 1992   | Tlemcen   | Algeria   | 3 - 1     | Burundi   |
| 25 ottobre 1992  | Bujumbura | Burundi   | 1 - 0     | Ghana     |
| 20 dicembre 1992 | Accra     | Ghana     | 2 - 0     | Algeria   |
| 17 gennaio 1993  | Bujumbura | Burundi   | 0 - 0     | Algeria   |
| 31 gennaio 1993  | Kumasi    | Ghana     | 1 - 0     | Burundi   |
| 26 febbraio 1993 | Tlemcen   | Algeria   | 2 - 1     | Ghana     |

| Pos | Squadra | Pti      | G        | V        | N        | P        | GF       | GS       | DR       |
| --- | ------- | -------- | -------- | -------- | -------- | -------- | -------- | -------- | -------- |
| 1   | Algeria | 5        | 4        | 2        | 1        | 1        | 5        | 4        | +1       |
| 2   | Ghana   | 4        | 4        | 2        | 0        | 2        | 4        | 3        | +1       |
| 3   | Burundi | 3        | 4        | 1        | 1        | 2        | 2        | 4        | -2       |
| -   | Uganda  | Ritirato | Ritirato | Ritirato | Ritirato | Ritirato | Ritirato | Ritirato | Ritirato |

 Algeria qualificata.

### Gruppo B
| Data            | Luogo    | Squadra 1 | Risultato | Squadra 2 |
| --------------- | -------- | --------- | --------- | --------- |
| 11 ottobre 1992 | Kinshasa | Zaire     | Annullata | Liberia   |
| 18 ottobre 1992 | Yaoundé  | Camerun   | 5 - 0     | eSwatini  |
| 25 ottobre 1992 | Monrovia | Liberia   | Annullata | Camerun   |
| 25 ottobre 1992 | Lobamba  | eSwatini  | 1 - 0     | Zaire     |
| 10 gennaio 1993 | Kinshasa | Zaire     | 1 - 2     | Camerun   |
| 17 gennaio 1993 | Lobamba  | eSwatini  | 0 - 0     | Camerun   |
| 31 gennaio 1993 | Kinshasa | Zaire     | N/G       | eSwatini  |
| 1º marzo 1993   | Yaoundé  | Camerun   | 0 - 0     | Zaire     |

| Pos | Squadra  | Pti      | G        | V        | N        | P        | GF       | GS       | DR       |
| --- | -------- | -------- | -------- | -------- | -------- | -------- | -------- | -------- | -------- |
| 1   | Camerun  | 6        | 4        | 2        | 2        | 0        | 7        | 1        | +6       |
| 2   | eSwatini | 3        | 3        | 1        | 1        | 1        | 1        | 5        | -4       |
| 3   | Zaire    | 1        | 3        | 0        | 1        | 2        | 1        | 3        | -2       |
| -   | Liberia  | Ritirato | Ritirato | Ritirato | Ritirato | Ritirato | Ritirato | Ritirato | Ritirato |

 Camerun qualificato.

### Gruppo C
| Data             | Luogo    | Squadra 1 | Risultato | Squadra 2 |
| ---------------- | -------- | --------- | --------- | --------- |
| 9 ottobre 1992   | Harare   | Zimbabwe  | 1 - 0     | Togo      |
| 11 ottobre 1992  | Il Cairo | Egitto    | 1 - 0     | Angola    |
| 25 ottobre 1992  | Lomé     | Togo      | 1 - 4     | Egitto    |
| 20 dicembre 1992 | Harare   | Zimbabwe  | 2 - 1     | Egitto    |
| 10 gennaio 1993  | Luanda   | Angola    | 1 - 1     | Zimbabwe  |
| 17 gennaio 1993  | Lomé     | Togo      | 1 - 2     | Zimbabwe  |
| 18 gennaio 1993  | Luanda   | Angola    | 0 - 0     | Egitto    |
| 31 gennaio 1993  | Il Cairo | Egitto    | 3 - 0     | Togo      |
| 31 gennaio 1993  | Harare   | Zimbabwe  | 2 - 1     | Angola    |
| 14 febbraio 1993 | Luanda   | Angola    | N/G       | Togo      |
| 28 febbraio 1993 | Il Cairo | Egitto    | Annullata | Zimbabwe  |
| 28 febbraio 1993 | Lomé     | Togo      | 0 - 1     | Angola    |
| 15 aprile 1993   | Lione    | Egitto    | 0 - 0     | Zimbabwe  |

| Pos | Squadra      | Pti      | G        | V        | N        | P        | GF       | GS       | DR       |
| --- | ------------ | -------- | -------- | -------- | -------- | -------- | -------- | -------- | -------- |
| 1   | Zimbabwe     | 10       | 6        | 4        | 2        | 0        | 8        | 4        | +4       |
| 2   | Egitto       | 8        | 6        | 3        | 2        | 1        | 9        | 3        | +6       |
| 3   | Angola       | 4        | 5        | 1        | 2        | 2        | 3        | 4        | -1       |
| 4   | Togo         | 0        | 5        | 0        | 0        | 5        | 2        | 11       | -9       |
| -   | Sierra Leone | Ritirato | Ritirato | Ritirato | Ritirato | Ritirato | Ritirato | Ritirato | Ritirato |

 Zimbabwe qualificato.

### Gruppo D
| Data             | Luogo        | Squadra 1      | Risultato | Squadra 2      |
| ---------------- | ------------ | -------------- | --------- | -------------- |
| 10 ottobre 1992  | Lagos        | Nigeria        | 4 - 0     | Sudafrica      |
| 11 ottobre 1992  | Brazzaville  | Rep. del Congo | N/G       | Libia          |
| 23 ottobre 1992  | Lagos        | Libia          | N/G       | Nigeria        |
| 25 ottobre 1992  | Johannesburg | Sudafrica      | 1 - 0     | Rep. del Congo |
| 19 dicembre 1992 | Johannesburg | Sudafrica      | N/G       | Libia          |
| 20 dicembre 1992 | Brazzaville  | Rep. del Congo | 0 - 1     | Nigeria        |
| 15 gennaio 1993  | Brazzaville  | Libia          | N/G       | Rep. del Congo |
| 16 gennaio 1993  | Johannesburg | Sudafrica      | 0 - 0     | Nigeria        |
| 30 gennaio 1993  | Lagos        | Nigeria        | N/G       | Libia          |
| 31 gennaio 1993  | Brazzaville  | Rep. del Congo | 0 - 1     | Sudafrica      |
| 26 febbraio 1993 | Johannesburg | Libia          | N/G       | Sudafrica      |
| 27 febbraio 1993 | Enugu        | Nigeria        | 2 - 0     | Rep. del Congo |

| Pos | Squadra             | Pti      | G        | V        | N        | P        | GF       | GS       | DR       |
| --- | ------------------- | -------- | -------- | -------- | -------- | -------- | -------- | -------- | -------- |
| 1   | Nigeria             | 7        | 4        | 3        | 1        | 0        | 7        | 0        | +7       |
| 2   | Sudafrica           | 5        | 4        | 2        | 1        | 1        | 2        | 4        | -2       |
| 3   | Rep. del Congo      | 0        | 4        | 0        | 0        | 4        | 0        | 5        | -5       |
| -   | Libia               | Ritirato | Ritirato | Ritirato | Ritirato | Ritirato | Ritirato | Ritirato | Ritirato |
| -   | São Tomé e Príncipe | Ritirato | Ritirato | Ritirato | Ritirato | Ritirato | Ritirato | Ritirato | Ritirato |

 Nigeria qualificata.

### Gruppo E
| Data             | Luogo    | Squadra 1      | Risultato | Squadra 2      |
| ---------------- | -------- | -------------- | --------- | -------------- |
| 10 ottobre 1992  | Abidjan  | Costa d'Avorio | 6 - 0     | Botswana       |
| 25 ottobre 1992  | Niamey   | Niger          | 0 - 0     | Costa d'Avorio |
| 20 dicembre 1992 | Gaborone | Botswana       | 0 - 1     | Niger          |
| 17 gennaio 1993  | Gaborone | Botswana       | 0 - 0     | Costa d'Avorio |
| 31 gennaio 1993  | Abidjan  | Costa d'Avorio | 1 - 0     | Niger          |
| 28 febbraio 1993 | Niamey   | Niger          | 2 - 1     | Botswana       |

| Pos | Squadra        | Pti      | G        | V        | N        | P        | GF       | GS       | DR       |
| --- | -------------- | -------- | -------- | -------- | -------- | -------- | -------- | -------- | -------- |
| 1   | Costa d'Avorio | 6        | 4        | 2        | 2        | 0        | 7        | 0        | +7       |
| 2   | Niger          | 5        | 4        | 2        | 1        | 1        | 3        | 2        | +1       |
| 3   | Botswana       | 1        | 4        | 0        | 1        | 3        | 1        | 9        | -8       |
| -   | Sudan          | Ritirato | Ritirato | Ritirato | Ritirato | Ritirato | Ritirato | Ritirato | Ritirato |

 Costa d'Avorio qualificata.

### Gruppo F
| Data             | Luogo       | Squadra 1 | Risultato   | Squadra 2 |
| ---------------- | ----------- | --------- | ----------- | --------- |
| 11 ottobre 1992  | Tunisi      | Tunisia   | 5 - 1       | Benin     |
| 11 ottobre 1992  | Casablanca  | Marocco   | 5 - 0 (51') | Etiopia   |
| 25 ottobre 1992  | Addis Abeba | Etiopia   | 0 - 0       | Tunisia   |
| 25 ottobre 1992  | Cotonou     | Benin     | 0 - 1       | Marocco   |
| 20 dicembre 1992 | Tunisi      | Tunisia   | 1 - 1       | Marocco   |
| 20 dicembre 1992 | Addis Abeba | Etiopia   | 3 - 1       | Benin     |
| 17 gennaio 1993  | Addis Abeba | Etiopia   | 0 - 1       | Marocco   |
| 17 gennaio 1993  | Cotonou     | Benin     | 0 - 5       | Tunisia   |
| 31 gennaio 1993  | Tunisi      | Tunisia   | 3 - 0       | Etiopia   |
| 31 gennaio 1993  | Rabat       | Marocco   | 5 - 0       | Benin     |
| 28 febbraio 1993 | Cotonou     | Benin     | 1 - 0       | Etiopia   |
| 28 febbraio 1993 | Casablanca  | Marocco   | 0 - 0       | Tunisia   |

| Pos | Squadra | Pti      | G        | V        | N        | P        | GF       | GS       | DR       |
| --- | ------- | -------- | -------- | -------- | -------- | -------- | -------- | -------- | -------- |
| 1   | Marocco | 10       | 6        | 4        | 2        | 0        | 13       | 1        | +12      |
| 2   | Tunisia | 9        | 6        | 3        | 3        | 0        | 14       | 2        | +12      |
| 3   | Etiopia | 3        | 6        | 1        | 1        | 4        | 3        | 11       | -8       |
| 4   | Benin   | 2        | 6        | 1        | 0        | 5        | 3        | 19       | -16      |
| -   | Malawi  | Ritirato | Ritirato | Ritirato | Ritirato | Ritirato | Ritirato | Ritirato | Ritirato |

 Marocco qualificato.

### Gruppo G
| Data             | Luogo      | Squadra 1 | Risultato | Squadra 2 |
| ---------------- | ---------- | --------- | --------- | --------- |
| 11 ottobre 1992  | Libreville | Gabon     | 3 - 1     | Mozambico |
| 25 ottobre 1992  | Maputo     | Mozambico | 0 - 1     | Senegal   |
| 19 dicembre 1992 | Libreville | Gabon     | 3 - 2     | Senegal   |
| 17 gennaio 1993  | Maputo     | Mozambico | 1 - 1     | Gabon     |
| 30 gennaio 1993  | Dakar      | Senegal   | 6 - 1     | Mozambico |
| 27 febbraio 1993 | Dakar      | Senegal   | 1 - 0     | Gabon     |

| Pos | Squadra    | Pti      | G        | V        | N        | P        | GF       | GS       | DR       |
| --- | ---------- | -------- | -------- | -------- | -------- | -------- | -------- | -------- | -------- |
| 1   | Senegal    | 6        | 4        | 3        | 0        | 1        | 10       | 4        | +6       |
| 2   | Gabon      | 5        | 4        | 2        | 1        | 1        | 7        | 5        | +2       |
| 3   | Mozambico  | 1        | 4        | 0        | 1        | 3        | 3        | 11       | -8       |
| -   | Mauritania | Ritirato | Ritirato | Ritirato | Ritirato | Ritirato | Ritirato | Ritirato | Ritirato |

 Senegal qualificato.

### Gruppo H
| Data             | Luogo        | Squadra 1  | Risultato | Squadra 2  |
| ---------------- | ------------ | ---------- | --------- | ---------- |
| 11 ottobre 1992  | Lusaka       | Zambia     | Annullata | Tanzania   |
| 11 ottobre 1992  | Antananarivo | Madagascar | 3 - 0     | Namibia    |
| 25 ottobre 1992  | Mwanza       | Tanzania   | Annullata | Madagascar |
| 25 ottobre 1992  | Windhoek     | Namibia    | 0 - 4     | Zambia     |
| 19 dicembre 1992 | Mwanza       | Tanzania   | Annullata | Namibia    |
| 20 dicembre 1992 | Antananarivo | Madagascar | 2 - 0     | Zambia     |
| 16 gennaio 1993  | Mwanza       | Tanzania   | Annullata | Zambia     |
| 17 gennaio 1993  | Windhoek     | Namibia    | 0 - 1     | Madagascar |
| 20 gennaio 1993  | Lusaka       | Zambia     | 4 - 0     | Namibia    |
| 27 febbraio 1993 | Lusaka       | Zambia     | 3 - 1     | Madagascar |

| Pos | Squadra      | Pti      | G        | V        | N        | P        | GF       | GS       | DR       |
| --- | ------------ | -------- | -------- | -------- | -------- | -------- | -------- | -------- | -------- |
| 1   | Zambia       | 6        | 4        | 3        | 0        | 1        | 11       | 3        | +8       |
| 2   | Madagascar   | 6        | 4        | 3        | 0        | 1        | 7        | 3        | +4       |
| 3   | Namibia      | 0        | 4        | 0        | 0        | 4        | 0        | 12       | -12      |
| -   | Tanzania     | Ritirato | Ritirato | Ritirato | Ritirato | Ritirato | Ritirato | Ritirato | Ritirato |
| -   | Burkina Faso | Ritirato | Ritirato | Ritirato | Ritirato | Ritirato | Ritirato | Ritirato | Ritirato |

 Zambia qualificato.

### Gruppo I
| Data             | Luogo   | Squadra 1 | Risultato | Squadra 2 |
| ---------------- | ------- | --------- | --------- | --------- |
| 20 dicembre 1992 | Conakry | Guinea    | 4 - 0     | Kenya     |
| 27 febbraio 1993 | Nairobi | Kenya     | 2 - 0     | Guinea    |

| Pos | Squadra | Pti      | G        | V        | N        | P        | GF       | GS       | DR       |
| --- | ------- | -------- | -------- | -------- | -------- | -------- | -------- | -------- | -------- |
| 1   | Guinea  | 2        | 2        | 1        | 0        | 1        | 4        | 2        | +2       |
| 2   | Kenya   | 2        | 2        | 1        | 0        | 1        | 2        | 4        | -2       |
| -   | Gambia  | Ritirato | Ritirato | Ritirato | Ritirato | Ritirato | Ritirato | Ritirato | Ritirato |
| -   | Mali    | Ritirato | Ritirato | Ritirato | Ritirato | Ritirato | Ritirato | Ritirato | Ritirato |

 Guinea qualificata.

## Secondo turno

### Gruppo A
| Data              | Luogo   | Squadra 1      | Risultato | Squadra 2      |
| ----------------- | ------- | -------------- | --------- | -------------- |
| 16 aprile 1993    | Tlemcen | Algeria        | 1 - 1     | Costa d'Avorio |
| 2 maggio 1993     | Abidjan | Costa d'Avorio | 2 - 1     | Nigeria        |
| 3 luglio 1993     | Lagos   | Nigeria        | 4 - 1     | Algeria        |
| 18 luglio 1993    | Abidjan | Costa d'Avorio | 1 - 0     | Algeria        |
| 25 settembre 1993 | Lagos   | Nigeria        | 4 - 1     | Costa d'Avorio |
| 8 ottobre 1993    | Algeri  | Algeria        | 1 - 1     | Nigeria        |

| Pos | Squadra        | Pti | G | V | N | P | GF | GS | DR |
| --- | -------------- | --- | - | - | - | - | -- | -- | -- |
| 1   | Nigeria        | 5   | 4 | 2 | 1 | 1 | 10 | 5  | +5 |
| 2   | Costa d'Avorio | 5   | 4 | 2 | 1 | 1 | 5  | 6  | -1 |
| 3   | Algeria        | 2   | 4 | 0 | 2 | 2 | 3  | 7  | -4 |

 Nigeria qualificata.

### Gruppo B
| Data              | Luogo      | Squadra 1 | Risultato | Squadra 2 |
| ----------------- | ---------- | --------- | --------- | --------- |
| 18 aprile 1993    | Casablanca | Marocco   | 1 - 0     | Senegal   |
| 4 luglio 1993     | Lusaka     | Zambia    | 2 - 1     | Marocco   |
| 17 luglio 1993    | Dakar      | Senegal   | 1 - 3     | Marocco   |
| 7 agosto 1993     | Dakar      | Senegal   | 0 - 0     | Zambia    |
| 26 settembre 1993 | Lusaka     | Zambia    | 4 - 0     | Senegal   |
| 10 ottobre 1993   | Casablanca | Marocco   | 1 - 0     | Zambia    |

| Pos | Squadra | Pti | G | V | N | P | GF | GS | DR |
| --- | ------- | --- | - | - | - | - | -- | -- | -- |
| 1   | Marocco | 6   | 4 | 3 | 0 | 1 | 6  | 3  | +3 |
| 2   | Zambia  | 5   | 4 | 2 | 1 | 1 | 6  | 2  | +4 |
| 3   | Senegal | 1   | 4 | 0 | 1 | 3 | 1  | 8  | -7 |

 Marocco qualificato.

### Gruppo C
| Data              | Luogo   | Squadra 1 | Risultato | Squadra 2 |
| ----------------- | ------- | --------- | --------- | --------- |
| 18 aprile 1993    | Yaoundé | Camerun   | 3 - 1     | Guinea    |
| 2 maggio 1993     | Conakry | Guinea    | 3 - 0     | Zimbabwe  |
| 4 luglio 1993     | Harare  | Zimbabwe  | 1 - 0     | Camerun   |
| 18 luglio 1993    | Conakry | Guinea    | 0 - 1     | Camerun   |
| 26 settembre 1993 | Harare  | Zimbabwe  | 1 - 0     | Guinea    |
| 10 ottobre 1993   | Yaoundé | Camerun   | 3 - 1     | Zimbabwe  |

| Pos | Squadra  | Pti | G | V | N | P | GF | GS | DR |
| --- | -------- | --- | - | - | - | - | -- | -- | -- |
| 1   | Camerun  | 6   | 4 | 3 | 0 | 1 | 7  | 3  | +4 |
| 2   | Zimbabwe | 4   | 4 | 2 | 0 | 2 | 3  | 6  | -3 |
| 3   | Guinea   | 2   | 4 | 1 | 0 | 3 | 4  | 5  | -1 |

 Camerun qualificato.